# Rossmore Island
Rossmore Island är en ö i republiken Irland.   Den ligger i grevskapet Ciarraí och provinsen Munster, i den sydvästra delen av landet, 290 km sydväst om huvudstaden Dublin.